# Parc de Koivusaari (Kouvola)
Le parc de Koivusaari (finnois : Koivusaaren puisto) est un parc situé près de Myllykoski à Kouvola en Finlande.

## Description
Le parc est situé au bord du fleuve Kymijoki, près de l'agglomération de Myllykoskie.
Le parc de Koivusaari a été construit au début des années 1950. 
Le pont de Keskikoski au nord du parc a été construit en 1954.
De vastes pelouses bien entretenues avec des sentiers offrent un espace pour les activités de plein air et la détente.
Koivusaari compte un étang peuplé de carpes, plage pour la baignade, une aire de frisbee et un espace de nettoyage de tapis. 
En été, on y organise des représentations théâtrales et des concours de pêche.